# サントピア
サントピア (Suntopia) とは、茨城県水戸市の水戸駅北口にあった、みとサントピア株式会社運営のファッションビル、地下1階、地上8階、塔屋1階。

## 概要
渋谷のパルコに次いで、日本で二番目のファッションビルとして1978年5月26日にオープン、若者向けの衣類やアクセサリー、シューズの販売をおこない中規模の地方都市としては、極めて先進的な試みだった。
入居していた店舗が相次いで撤退していったなどにより2007年5月末日をもって閉館した。閉館後、解体されることも無く約9年間建物は存在していたが、2012年に東京都内の不動産会社がビルを取得し、解体費用が工面出来たことから2016年5月に解体された。

## 所在地
〒310-0021 茨城県水戸市南町1丁目2番22号
- JR常磐線水戸駅北口下車 徒歩5分

## 入居していた主な店舗
- 7F－アニメイト（アニメショップ）
- 7F- SOUTH CORE（イベントホール。元々は映画館「スカイシネマ」[注 1]で、その後はライブハウスや劇場として使われることが多かった）
- 6F－レンタルスタジオ
- 6F－英会話のジオス
- EXCEL（福田屋、泉町Pointや高島屋のFiveも同系列）
- 3F－セリア生活良品（100円ショップ）
- 1F－フレッシュネスバーガー（ファーストフード店）
- 1F-Oibibioオイビビオ(レディスファッション)

## サントピアネクスト
かつて髙島屋水戸店 (高島屋ローズランド) があった建物に一時期「サントピアネクスト」を営業していた。なお、現在は「中村ビル」として建物は残っている。